# Anna Wörner
Anna Wörner (Garmisch-Partenkirchen, 27 september 1989) is een Duitse freestyleskiester. Ze vertegenwoordigde haar vaderland op de Olympische Winterspelen 2010 in Vancouver en op de Olympische Winterspelen 2014 in Sotsji.

## Carrière
Wörner maakte haar wereldbekerdebuut in februari 2008 in Sierra Nevada, een maand later scoorde ze in Hasliberg haar eerste wereldbekerpunten. In januari 2010 eindigde de Duitse in St. Johann in Tirol voor de eerste maal in haar carrière in de top tien van een wereldbekerwedstrijd. Tijdens de Olympische Winterspelen van 2010 in Vancouver eindigde Wörner als zeventiende op de skicross.
In januari 2011 behaalde Wörner in St. Johann in Tirol haar eerste podiumplaats tijdens een wereldbekerwedstrijd. Op de wereldkampioenschappen freestyleskiën 2011 in Deer Valley eindigde de Duitse als negende op de skicross. Op 11 februari 2011 boekte ze in Blue Mountain haar eerste wereldbekerzege. In Voss nam Wörner deel aan de wereldkampioenschappen freestyleskiën 2013, op dit toernooi eindigde ze als vijfde op de skicross. Tijdens de Olympische Winterspelen van 2014 in Sotsji eindigde de Duitse als negende op de skicross.

## Resultaten

### Olympische Spelen
| Jaar | Plaats    | Resultaten   |
| ---- | --------- | ------------ |
| 2010 | Vancouver | 17e Skicross |
| 2014 | Sotsji    | 9e Skicross  |

### Wereldkampioenschappen
| Jaar | Plaats      | Resultaten  |
| ---- | ----------- | ----------- |
| 2011 | Deer Valley | 9e Skicross |
| 2013 | Voss        | 5e Skicross |

### Wereldbeker
Eindklasseringen
| Seizoen   | Algm | SX  |
| --------- | ---- | --- |
| 2007/2008 | 126e | 41e |
| 2008/2009 | 109e | 32e |
| 2009/2010 | 51e  | 15e |
| 2010/2011 | 21e  | 7e  |
| 2011/2012 | 30e  | 10e |
| 2012/2013 | 41e  | 10e |
| 2013/2014 | 140e | 28e |
| 2014/2015 | 116e | 28e |
| 2015/2016 | 58e  | 12e |
| 2016/2017 | 129e | 23e |

Wereldbekerzeges
| Datum            | Plaats        | Onderdeel |
| ---------------- | ------------- | --------- |
| 11 februari 2011 | Blue Mountain | Skicross  |
| 16 januari 2013  | Megève        | Skicross  |
| 16 maart 2013    | Åre           | Skicross  |